# Pierre Simenon
Œuvres principales
- Au nom du sang versé
- L'Enfant de Garland Road

Pierre Simenon, né le 26 mai 1959 à Lausanne, est un écrivain et romancier anglophone et francophone, il possède les nationalités suisse, américaine et canadienne. Pierre Simenon est le fils cadet de Georges Simenon.

## Biographie
Longtemps resté éloigné de l'écriture pourtant omniprésente chez les Simenon, comme en témoignent les nombreuses lettres familiales, Pierre Simenon a exercé plusieurs métiers, dont celui d'avocat et de professeur de plongée. C'est lors d'un break lié à l'accumulation de plusieurs évènements éprouvants, dont le décès de sa mère, en 1995 que Pierre Simenon se met progressivement à l'écriture et élabore un premier scénario de roman, qu'il retravaillera progressivement ensuite. En octobre 2015, il publie De père à père, dialogue posthume avec son père, disparu 26 ans plus tôt.
En 2010, il publie Au nom du sang versé, son premier roman. « Un thriller haletant et sanglant, à l'américaine » qui met en scène un fils pris au piège d'un secret de famille concernant son père et sur lequel il décide d'enquêter. Pour se documenter, ce passionné d'histoire « passe un an et demi à faire des recherches entre Berlin et Cracovie ».
Dans son second livre, De père à père, Pierre Simenon raconte ses souvenirs lors d'un trajet de la côte Ouest à la côte Est des États-Unis. Il revient notamment sur les premières années d'une enfance dorée dans la demeure de son père à Épalinges, puis la dégradation progressive de l'ambiance familiale et le harcèlement que fit subir sa mère à son père Georges Simenon. Jusqu'au suicide de sa sœur Marie-Jo à l'âge de 25 ans, drame familial dont il attribue une part de responsabilité à sa mère,, personnalité égocentrique souffrant de troubles psychiatriques. « Je ne me souviens pas d'avoir jamais aimé ma mère » écrit-il.
Dans son livre, Pierre Simenon interroge un père, son « Dad » qu'il a tant aimé, sur ses zones d'ombre. Il met en parallèle sa réussite et une vie familiale en demi teinte, souvent perturbée par l'amour de son père pour les femmes : « Il aimait les femmes, toutes les femmes. » Il interroge dans son récit la paternité et en profite également pour donner sa version des controverses autour de son père et notamment de sa dernière compagne, Térésa.

## Œuvres

### Romans
- Au nom du sang versé, Flammarion, 2010
- L'Enfant de Garland Road, Plon, 2019

### Essais
- De père à père, Flammarion, 2015

### Médias
- Le livre du jour, De père à père de Pierre Simenon, france info, le 30 octobre 2015